# سوبر سنتاي
سوبر سنتاي (باليابانية: スーパー戦隊シリーズ) (بالإنجليزية: Super Sentai Series) وتنطق سوبو سينتاي شيريزو، هو مسلسل خيال علمي وأبطال خارقين تلفزيوني ياباني موجهة للأطفال، عرضت السلسلة أول مرة عام 1975، ولا تزال مستمرة حتى الآن، من إنتاج استوديو توئيه أنميشن المنتج أيضا لكامين رايدر. في عام 1993، قام مركز سابان للترفيه، بإقتباس فكرة السلسلة، لمسلسل يدعى باور رينجرز، السلسلة التي أصبحت مشهورة عالمياً، وفي الولايات المتحدة والعالم العربي. السلسلة تنتمي إلى طابع توكوساتسو، وتتميز بشخصيات الحركة الحية والمؤثرات الخاصة الملونة، وتستهدف الأطفال. يبث سوبر سنتاي جنبًا إلى جنب مع سلسلة كامين رايدر في مجموعة برمجة سوبر هيرو تايم صباح يوم الأحد في أمريكا الشمالية، تُعرف سلسلة سوبر سنتاي بأنها المادة المصدر لسلسلة باور رينجرز.

## روابط خارجية
- سوبر سنتاي على موقع ميوزك برينز (الإنجليزية)